# Краплі дощу на розпечених скелях
Краплі дощу на розпечених скелях (фр. Gouttes d'eau sur pierres brulantes) — фільм 1999 року французького режисера Франсуа Озона знятий за п'єсою німецького кінорежисера і сценариста Райнера Вернера Фассбіндера.

## Сюжет
Дія фільму відбувається у Німеччині 1970-х років. Молодий студент Франц (Малік Зіді), який чекає на свою дівчину, знайомиться з 50-річним бізнесменом Леопольдом (Бернар Жиродо). Останній, привівши Франца до свого помешкання, вмовляє його вступити з ним у гомосексуальний статевий акт. Шість місяців потому після переїзду Леопольд і Франц починають жити як звичайна подружня пара, однак у їх стосунках виникає напруга, і після сварки Франц загрожує піти. Після від'їзду Леопольда до Франца приїжджає його колишня подруга Анна (Людівін Саньє), після чого їхні стосунки відновлюються. Але незабаром Леопольд повертається, і Анна вирішує залишитися. Також згодом несподівано з'являється і колишня коханка Леопольда Віра (Анна Томсон). Таким чином вони розбивають союз двох чоловіків, після чого ситуація набирає нових обертів.

## У ролях
- Бернар Жиродо — Леопольд
- Малік Зіді — Франц
- Людівін Саньє — Ганна
- Анна Томсон — Віра

## Нагороди
- 2000 рік — Приз «Тедді» Берлінського кінофестивалю.

## Саундтреки
- «Träume» (виконує Франсуаза Гарді, музика — Мартін Бетхер, слова — Фред Вейріх)
- Симфонія № 4 соль мажор (Густав Малер, виконує оркестр Чеської філармонії)
- «Zadok the Priest» (Георг Фрідріх Гендель, виконує оркестр Баха (Мюнхен))
- «Requiem — Dies Irae» (Джузеппе Верді)
- «Tanze Samba Mit Mir» (виконує Тоні Холідей, музика — Джанні Бонкомпаньї, Франко Бракарді, слова — Джанні Бонкомпаньї, Даніель Пейс, Тоні Холідей, Енн Рейд)
- «Vor der Tür wird nicht geküsst» (музика — Карл Гетц, слова — Гюнтер Лоос)
- «Wohlauf noch getrunken»
- «Miniature: Auf d'r schwäb'sche Eisebahne»
- «Auf der schwäbsche Eisebahne» (виконує Томас Керн-Ніклаус, музика та слова — Томас Керн-Ніклаус)